# Montréal-Est (district électoral)
Pour les articles homonymes, voir Montréal (homonymie).
Montréal-Est est un ancien district électoral québécois ayant existé de 1867 à 1890.

## Liste des députés
| Législature                                                 | Années    | Député                | Député                 | Parti        |
| ----------------------------------------------------------- | --------- | --------------------- | ---------------------- | ------------ |
| Montréal-Est                                                |           |                       |                        |              |
| 1e                                                          | 1867–1871 |                       | George-Étienne Cartier | Conservateur |
| 2e                                                          | 1871–1875 | Ferdinand-Conon David |                        | Conservateur |
| 3e                                                          | 1875–1878 | Louis-Olivier Taillon |                        | Conservateur |
| 4e                                                          | 1878–1881 | Louis-Olivier Taillon |                        | Conservateur |
| 5e                                                          | 1881–1886 | Louis-Olivier Taillon |                        | Conservateur |
| 6e                                                          | 1886–1890 |                       | Laurent-Olivier David  | Libéral      |
| Dissoute dans Montréal no 1, Montréal no 2 et Montréal no 3 |           |                       |                        |              |

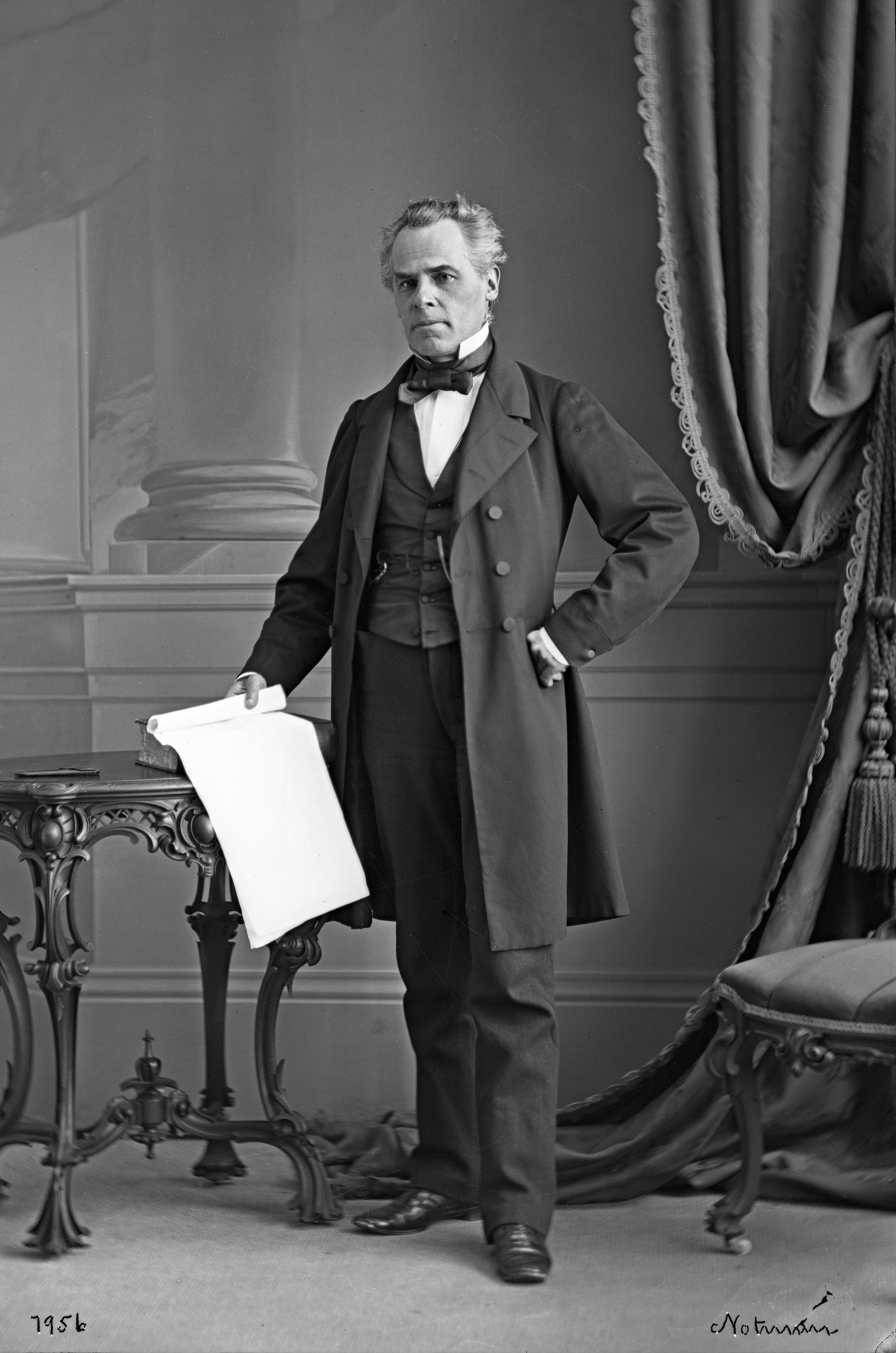
George-Etienne Cartier, un des pères de la Confédération. Premier ministre du Canada-Est de 1857-1862.
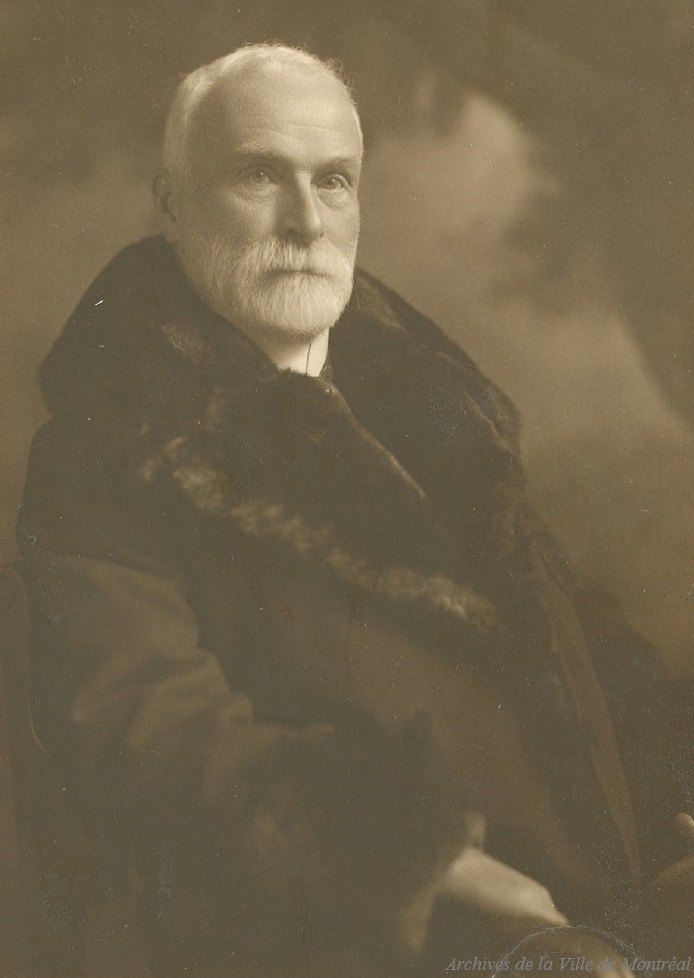
Louis-Olivier Taillon, premier ministre du Québec en 1887 et de 1892 à 1896.
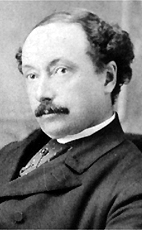
Laurent-Olivier David député de 1886-1890.